# Zena Grey
Zena Lotus Grey (* 15. November 1988 in New York City, New York) ist eine US-amerikanische Schauspielerin. 

## Leben und Karriere
Grey ist die Tochter der beiden Künstler Allyson und Alex Grey.
Grey spielte unter anderem in den Filmen Max Keebles großer Plan und Shaggy Dog – Hör mal, wer da bellt mit. Außerdem hatte sie unter anderem Gastrollen in den Serien Law & Order, Saturday Night Live und Dr. House.

## Filmografie (Auswahl)
- 1999: Der Knochenjäger (The Bones Collector)
- 2000: Schneefrei (Snow Day)
- 2001: Max Keebles großer Plan (Max Keeble's Big Move)
- 2001: Summer Catch
- 2002: Der Job (The Job, Fernsehserie, eine Folge)
- 2003: Law & Order: Special Victims Unit (Fernsehserie, eine Folge)
- 2003: Law & Order (Fernsehserie, eine Folge)
- 2003: The Guardian – Retter mit Herz (The Guardian, Fernsehserie, eine Folge)
- 2004: Reine Chefsache (In Good Company)
- 2004: Stateside
- 2006: Shaggy Dog – Hör mal, wer da bellt (The Shaggy Dog)
- 2010: My Soul to Take
- 2011: Dr. House (House M.D., Fernsehserie, vier Folgen)
- 2011: The Death and Return of Superman (Kurzfilm)